# Niedźwiedziszki (Święciany)
Niedźwiedziszki – dawny zaścianek. Obecnie część Święcian na Litwie, w okręgu wileńskim, w rejonie święciańskim.

## Historia
W czasach zaborów w powiecie zawilejskim/święciańskim, w guberni wileńskiej Imperium Rosyjskiego, w gminie Święciany. 
Po I wojnie światowej pod administracją polską, w Zarządzie Cywilnym Ziem Wschodnich. W latach 1920–1922 w składzie Litwy Środkowej.
Od 11 kwietnia 1922 zaścianek leżał w Polsce, w województwie wileńskim, w powiecie święciańskim, w gminie miejskiej Święciany.
W 1931 w 5 domach zamieszkiwało 20 osób.
W wyniku napaści ZSRR na Polskę we wrześniu 1939 miejscowość znalazła się pod okupacją sowiecką. Po II wojnie światowej w granicach Związku Sowieckiego. Od 1991 na niepodległej Litwie.